# Bahnhof Budapest-Déli
Der Bahnhof Budapest-Déli (umgangssprachlich und früher offiziell Déli pályaudvar, abgekürzt Déli pu., deutsch: Südbahnhof) ist nach den Bahnhöfen Budapest-Keleti (Ostbahnhof) und Budapest-Nyugati (Westbahnhof) der drittgrößte internationale Bahnhof der ungarischen Hauptstadt Budapest.

## Lage
Der Bahnhof befindet sich am Magyar jakobinusok tere im Stadtteil Buda an der Grenze zwischen dem I. Bezirk und dem XII. Bezirk. Er liegt getrennt durch die Parkanlage Vérmező unmittelbar unterhalb der Budapester Burg.

## Geschichte

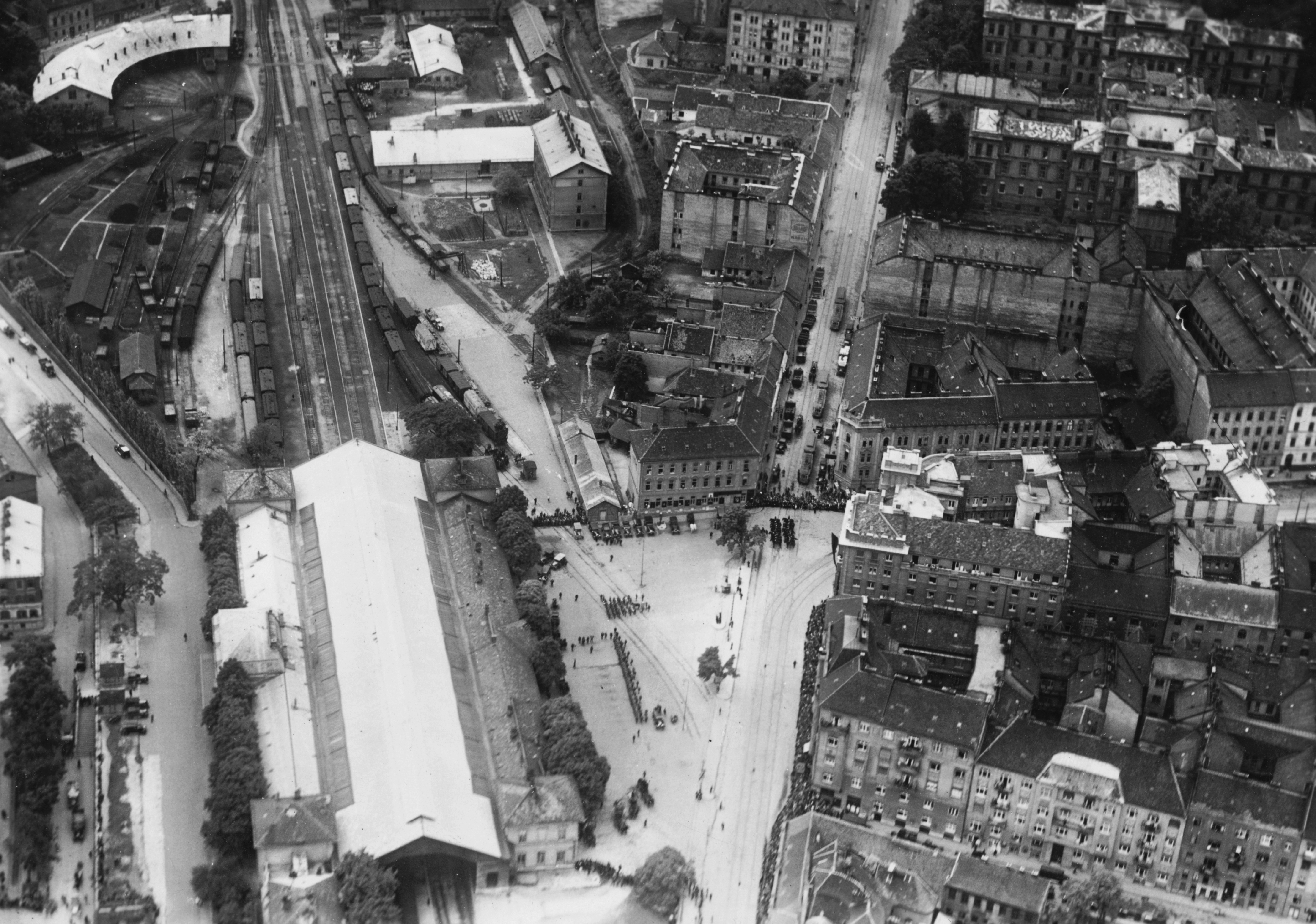
Luftbild des Bahnhofs im Jahr 1935

Der Kopfbahnhof wurde am 1. April 1861 zeitgleich mit der ungarischen Hauptstrecke der Südbahngesellschaft eingeweiht. Daher, obwohl der Bahnhof im Westen von Budapest und auf der gleichen geographischen Breite wie der Ostbahnhof liegt, wurde er ab 1874 als Südbahnhof bezeichnet. Zudem fuhren hier vornehmlich Züge Richtung Süden ab, zum Beispiel auf den Südbahn-Strecken in Richtung Székesfehérvár und dem Balaton.

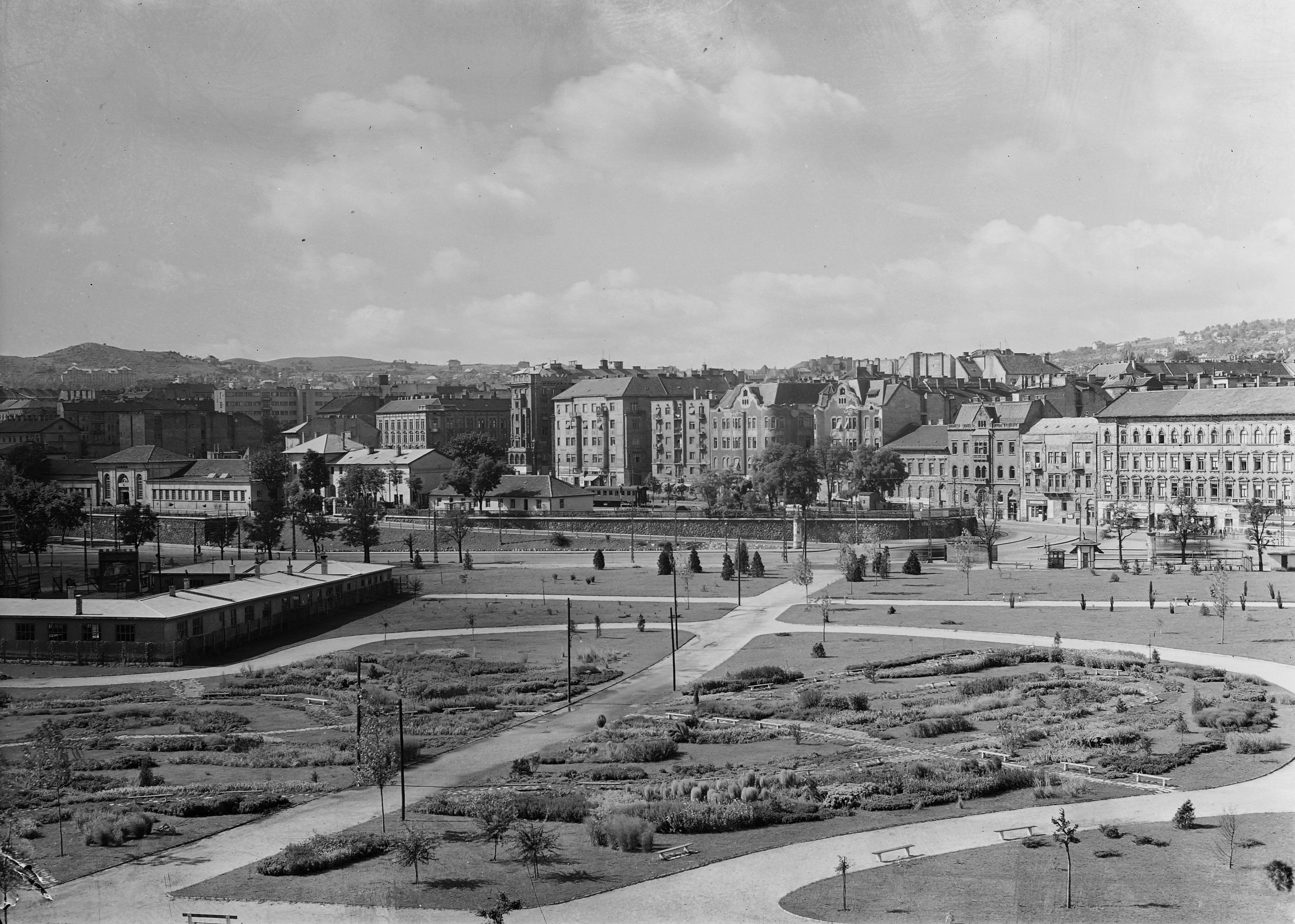
Die Anlagen im Jahr 1952

Im Gegensatz zu den anderen beiden großen Budapester Bahnhöfen (und den Endbahnhöfen der Gesellschaft in Wien und Triest) war der Südbahnhof in Budapest ehr schlicht ausgeführt und bestand aus zwei niederen, langgestreckten Gebäudeflügeln links und rechts der Gleise, die von einer hölzernen Bahnhofshalle überspannt wurden. Als Besonderheit gab es am Kopfende kein großes, quer zur Gleisachse liegendes Empfangsgebäude, sondern die Gleise mündeten in eine Drehscheibe, welche mit einer Begrenzungsmauer einen Abschluss gegen den heutigen Magyar jakobinusok tere darstellte. Der Bahnhof ähnelte vom Aussehen her eher einem Durchgangsbahnhof als einem Kopfbahnhof. Die Konzeption mit eine abschließenden Drehscheibe stammte noch aus der Frühzeit der Eisenbahn und galt schon bei der Eröffnung des Bahnhofs als technisch überholt.

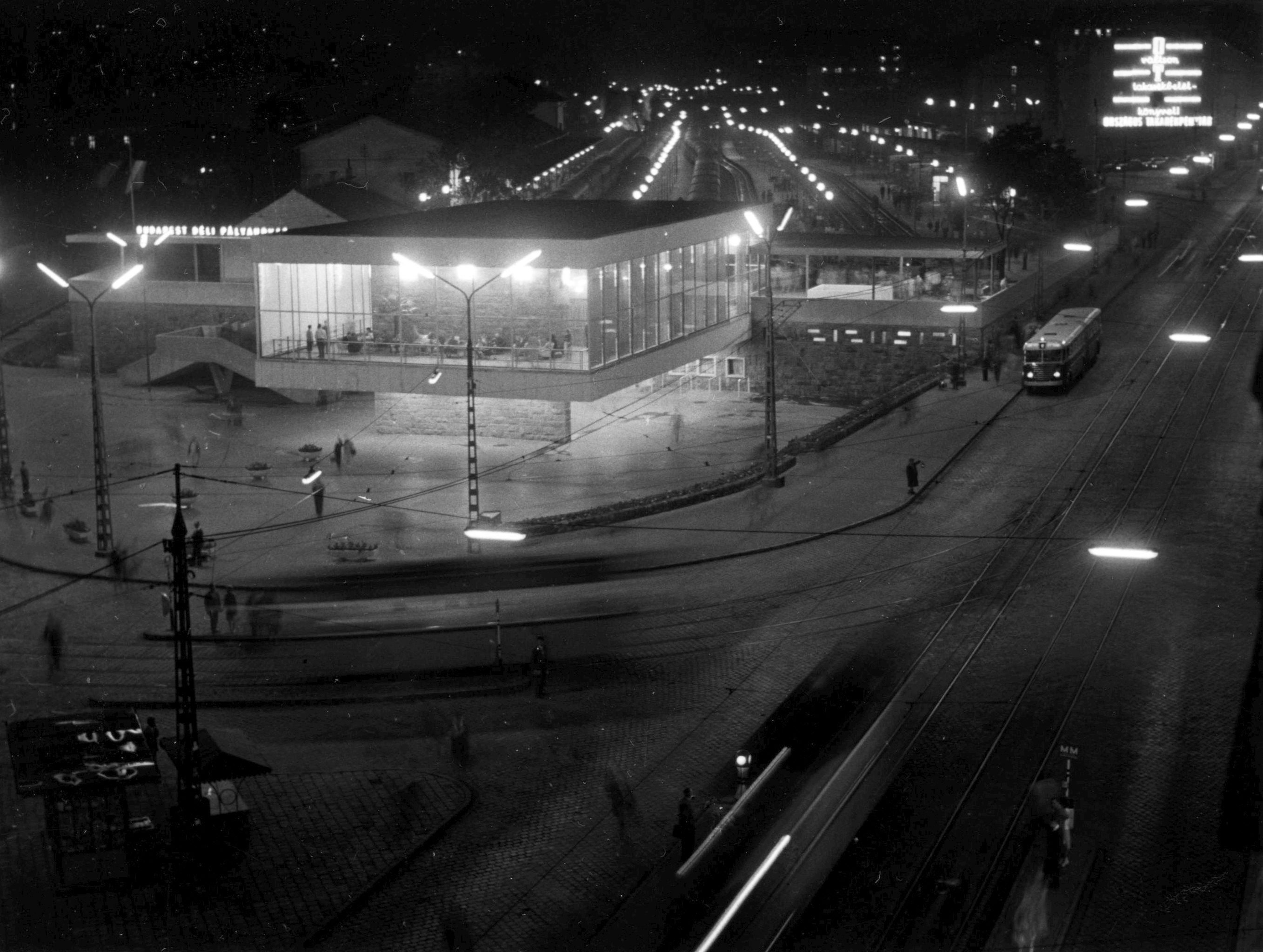
Der Neubau (1962)

Nachdem die Anlagen des Bahnhofs im Zweiten Weltkrieg weitgehend zerstört wurden, erfolgte in den frühen 1960er Jahren ein Neubau im zeitgemäßen Stil. Das Empfangsgebäude befand sich nun am Kopfende des Bahnhofs. 1972 bis 1977 wurden die heutigen Gebäude errichtet. Die in den Bahnhof führende Strecke war bis 1958 lediglich eingleisig. Im Jahr 1981 erfolgte die Elektrifizierung des Bahnhofs und seiner Zulaufstrecken.
In der Zeit seines Bestehens trug der Bahnhof mehrere Namen:

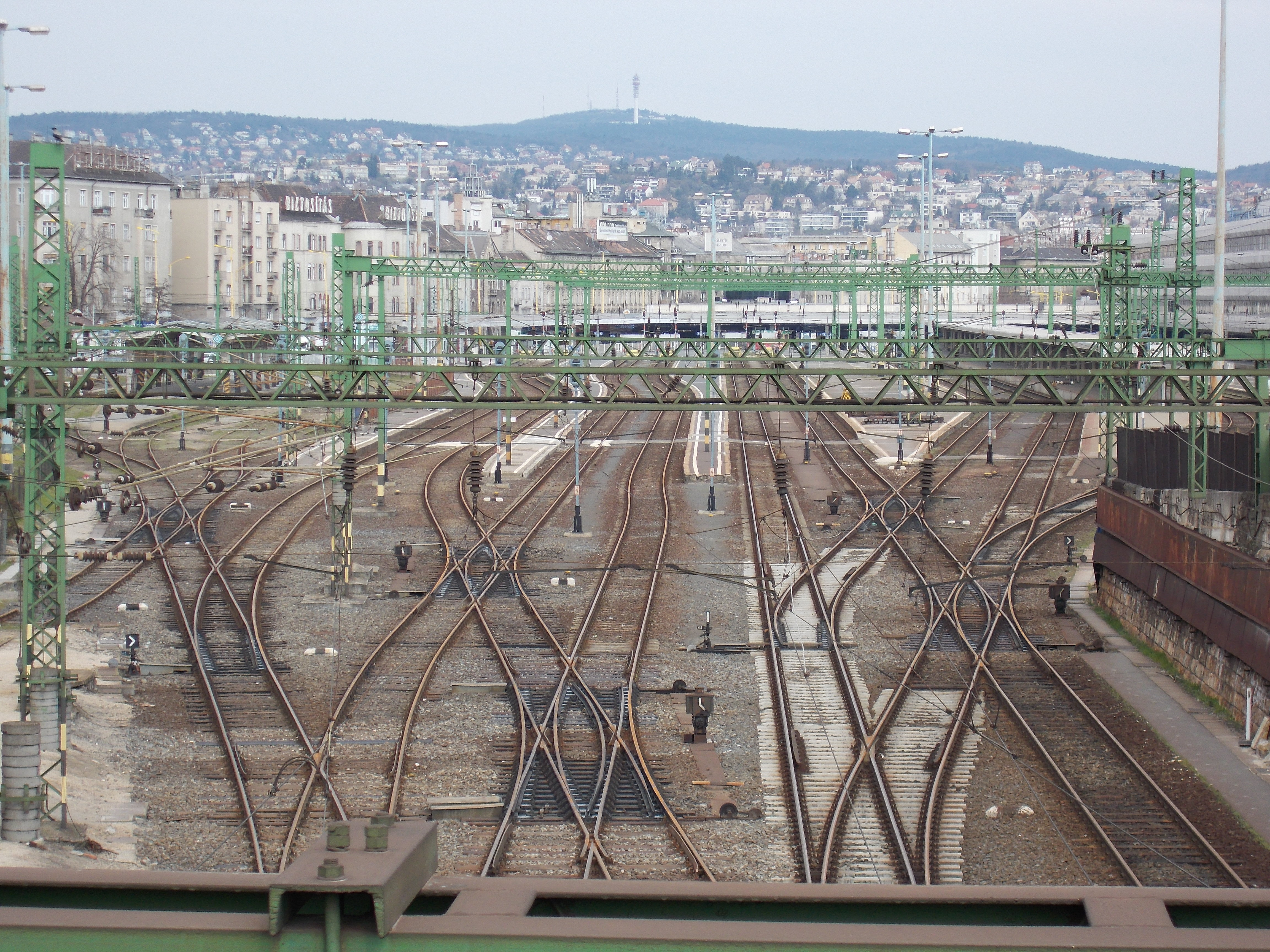
Blick auf Gleisvorfeld und Bahnsteige

- Blick auf Gleisvorfeld und BahnsteigeOfen (deutscher Name von Buda, bis 1874 auf Fahrplänen der Déli Vasút)
- Budapest DV (DV steht für Déli Vasút, auch Budapest Déli V. P.udv.)
- Budapest-Déli pu. (bis etwa 2009)
- Budapest-Déli

Der Zusatz pályaudvar bei großen ungarischen Bahnhöfen, in Unterscheidung zu állomás für eine Station oder einen kleineren Bahnhof, wird seit etwa 2010 nur noch umgangssprachlich und nicht mehr in bahnbetrieblichen Unterlagen verwendet.

### Aktuell
Der Bahnhof befindet sich aktuell in einem schlechten Zustand und gilt als vernachlässigt. Mehrmals wurde bereits die Auflassung des Bahnhofs diskutiert. Nachdem im Januar 2015 die Tunnelwand des Gellertberg-Tunnels teilweise einbrach, war der Bahnhof bis zur Wiederaufnahme des Zugverkehrs im April 2015 gesperrt. Zurzeit ist die Renovierung der Gebäude in Planung, angesichts der anstehenden hohen Kosten hofft man hierbei auf Förderungen der Europäischen Union.

## Verkehr
Die Bahnstrecke Pragersko–Budapest hat in Budapest-Déli ihr Streckenende.
Zudem ist der Bahnhof Ausgangspunkt folgender Kursbuchstrecken:
- 1: Budapest–Hegyeshalom–Rajka
- 30a: Budapest–Székesfehérvár
- 40a: Budapest–Pusztaszabolcs

Bis heute gibt es vom Postbahnhof aus eine Gleisverbindung zum normalspurigen Straßenbahnnetz von Budapest, worüber bis in die 1990er Jahre auch Güterwagen an Betriebe im Stadtinneren überstellt wurden. Vor dem Umbau der Helyiérdekű Vasút an der Margaretenbrücke Anfang der 1970er Jahre war unter Benutzung des Straßenbahnnetzes eine Verbindung von Budapest-Déli bis zum Bahnhof Óbuda an der Bahnstrecke Budapest–Esztergom möglich, die als rechtsufrige Ringbahn (jobb parti körvasút) bezeichnet wurde.

### Anbindung an den ÖPNV
Direkt beim Bahnhof befindet sich die westliche Endhaltestelle Déli pályaudvar der Metrolinie M2 der Metró Budapest über Keleti pályaudvar nach Örs vezér tere im Osten des Stadtteils Pest. Daneben halten dort mehrere Straßenbahn-, Bus- und Schnellbuslinien mit Fahrtrichtung West und Süd innerhalb Budas.